# Ornhac (Corresa)
Ornhac de Vesera (en francès Orgnac-sur-Vézère) és un municipi francès situat al departament de la Corresa i a la regió de la Nova Aquitània.

## Demografia
| 1962                                       | 1968 | 1975 | 1982 | 1990 | 1999 | 2007 |
| ------------------------------------------ | ---- | ---- | ---- | ---- | ---- | ---- |
| 429                                        | 493  | 379  | 338  | 323  | 304  | 304  |
| Des de 1962: població sense dobles comptes |      |      |      |      |      |      |

## Administració
| Període   | Identitat         | Partit |
| --------- | ----------------- | ------ |
| 1989-2008 | Jean-Marie Fragne |        |
| 2008-     | Marcel Dandaleix  |        |